# Job de Pochayev
Job de Pochayev (1551 - 28 de octubre de 1651) fue un monje y santo ortodoxo oriental nacido con el nombre de Iván Zalizo (en ucraniano: Іван Залізо),(en ucraniano: Йов Почаївський).

## Primeros años
Job nació hacia 1551 cerca de la ciudad de Kolomyia, Galicia, cuando ésta se encontraba dentro del reino polaco. Sus padres fueron Juan y Agapia de la familia Zalizo (que significa "Hierro"), y lo llamaron Juan (Iván) en honor a san Juan el Bautista. Las vidas de Rastko Nemanjić, Juan de Damasco y "La escalera" de John Climacus fueron modelos de vida virtuosa para el joven Iván. Según su biógrafo y discípulo de Dositeo, cuando era joven era de bastante sabiduría, y se diferenciaba de los demás por sus elevadas aspiraciones espirituales, y siempre sin contradicción en sus palabras, conocimientos y acciones.

### Hacia el monasterio de Uhornytskyi[2]
A la edad de 10 años abandonó su casa en secreto para ir al Monasterio de la Transfiguración de Ugorniki y pidió al abad que lo aceptara para servir a los hermanos. Cuando Iván cumplió 12 años, fue tonsurado como monje y recibió el nombre de Job. Desde entonces comenzó a seguir el ejemplo del personaje bíblico Job como modelo de vida. Al cumplir 31 años le ofrecieron la ordenación sacerdotal, la cual aceptó.

### Traslado al monasterio de Dubno y obra literaria.
Después de repetidas ofertas de un lugareño, Konstantin Ostrozhsky, defensor de la ortodoxia, fue trasladado al monasterio insular de la Exaltación de la Cruz en las afueras de Dubno, el cual pertenecía a las propiedades del duque en la región de Rivne . El monasterio fue construido según los cánones de Teodoro el Estudita. Allí, durante 20 años, Job sirvió como abad y se dedicó a escribir libros teológicos.

## Obra
Una de sus obras es El Libro del Venerable Job de Pochayiv, escrito por su propia mano, el cual contenía 80 enseñanzas, conversaciones y sermones de San Job, así como extractos que él mismo recopiló de los escritos de los Santos Padres. Fue traducida al ruso y reeditada en 1881 bajo el título Pchela Pochayevskaya (La abeja de Pochayiv), editada por el profesor de la Academia Teológica de Kiev, N. Petrov. En sus escritos, Job defendió la ortodoxia contra las herejías protestantes, especialmente las socinianistas, que se estaban extendiendo en la Malorossiya occidental durante su época, escribiendo sobre los dogmas ortodoxos más importantes de la Trinidad, la divinidad de Cristo, sobre la Madre de Dios, el bautismo y todo lo que fue rechazado por los misioneros protestantes.
Job también criticó las enseñanzas católicas romanas sobre el uso de pan sin levadura en la Eucaristía, entre otras diferencias doctrinales frente a la persecución católica de la ortodoxia después de la Unión de Brest en 1596. Muchos cristianos ortodoxos que vivían en Polonia en ese momento fueron privados de sus derechos y se intentó obligarlos a convertirse al catolicismo. Varios obispos ortodoxos incluso se convirtieron en apóstatas del uniatismo . Para contrarrestar este problema, Job y otros defendieron la ortodoxia copiando y difundiendo libros ortodoxos. El príncipe Ostrozhsky también fue responsable de la Biblia de Ostrog en 1581, la primera edición impresa de la Biblia ortodoxa completa.

## Retiro ermitaño a Pochayev
Debido a su creciente fama, decidió retirarse como ermitaño al monasterio de las cuevas de montaña en Pochayev en el distrito de Kremenets . Después de unirse al monasterio en 1604, Job finalmente fue elegido abad . Job estaba tranquilo, de pocas palabras, y el único sonido que emitían sus labios era la oración de Jesús. Durante muchos días y semanas se retiraba a su cueva cerrada, tan estrecha que la entrada era difícil y tan pequeña que era imposible sentarse, pararse o acostarse cómodamente. Debido a los largos períodos de arrodillamiento, sus rodillas estaban cubiertas de heridas y marcas de rodillas en el suelo de roca. Su discípulo Dosyfey cuenta que vio una luz sobrenatural proveniente de las profundidades de la cueva, brillando durante dos horas en el lado opuesto de la iglesia. Dosyfey registra que al verlo quedó estupefacto cayendo al suelo.
Job introdujo una disciplina estricta y otras reformas de la vida monástica. Durante su mandato, el monasterio tuvo que defenderse de los incesantes ataques de Andrzej Firlej, castellano de Belz, que demandó a los monjes por la herencia de su abuela, que eran extensas tierras y un ícono milagroso de la Madre de Dios. En 1623, Firlej asaltó el monasterio, llevándose consigo el santo ícono y conservándolo hasta 1641, hasta que una decisión judicial devolvió el ícono a los monjes. En 1628 Job asistió al Sínodo de Kiev, convocado para defender a la Iglesia Ortodoxa contra el Uniatismo.
En algún momento después de 1642, fue tonsurado en el Gran Esquema y recibió el nuevo nombre monástico de Juan.

## Muerte y canonización
Job murió el 25 de octubre de 1651 y poco después fue glorificado como santo. Después de su muerte, Job se apareció tres veces en una visión a Dionisio Balaban, el metropolitano de Kiev, y le indicó que Dios quería que el metropolitano descubriera las reliquias del santo. Después de las dos primeras visiones, el metropolitano Dionisio no siguió la orden. Sólo después la tercera, cuando Job lo amenazó con la desgracia si continuaba desobedeciendo, Dionisio vio en ello la voluntad de Dios. El mismo día, el metropolitano partió hacia Pochayev y dio órdenes de abrir inmediatamente la tumba de Job.
Esto tuvo lugar el 28 de agosto de 1659. Se encontró que su cuerpo estaba incorrupto y emitía una fragancia maravillosa y celestial. Las reliquias fueron llevadas a la Catedral de la Trinidad de Laura para su veneración.
Un segundo "Descubrimiento de las reliquias" de Job de Pochayev tuvo lugar el 28 de agosto de 1833, en el que sus reliquias fueron trasladadas solemnemente a una iglesia consagrada a su honor que había sido construida en La Laura de Pochayev. Cada año, el 28 de agosto, un gran número de peregrinos ortodoxos llegan a la Laura de Pochayev para honrar a San Job, venerar sus reliquias y pedir su intercesión .

## Curaciones y milagros
Durante la Guerra de Zbarazh de 1675, el claustro fue sitiado por los turcos, quienes supuestamente huyeron al ver la aparición de la Theotokos (Madre de Dios) o Virgen de Pochayev acompañada de ángeles y Job. Numerosos musulmanes turcos que presenciaron el acontecimiento durante el asedio se convirtieron al cristianismo posteriormente. Una de las capillas del monasterio conmemora este acontecimiento.
En 1759 el carruaje del conde Mikołaj Bazyli Potocki quedó inservible cerca de los muros del monasterio. En un ataque de ira, Potocki disparó tres veces contra su conductor, todas ellas en vano. Atribuyendo este fracaso a la intervención divina, Potocki se instaló en Pochayiv y comenzó a prodigar regalos en el claustro.
En 1773, Potocki (que era católico romano ) solicitó al Papa que reconociera el icono de la Virgen de Pochayev como milagroso y a Job como un santo católico, misma petición que fue satisfecha.[cita requerida]
El 28 de octubre de 1908, cuando el obispo de Volhynia y los fieles celebraron la fiesta de San Job, Job apareció repetidamente en una visión delante del obispo y bendijo los Santos Misterios (Cuerpo y Sangre de Cristo).
En la iglesia en la cueva de San Job se encuentra un famoso regalo de la condesa Orlova: un relicario de plata con las reliquias del santo.
La imprenta de San Job de Pochaev en el Monasterio de la Santísima Trinidad en Jordanville, Nueva York, está dedicada a Job y es la principal imprenta de la Iglesia ortodoxa rusa fuera de Rusia, publicando obras litúrgicas y espirituales en eslavo eclesiástico, ruso e inglés

## Días de fiesta
La Iglesia ortodoxa oriental celebra su memoria el 28 de octubre, día de fiesta (para aquellas iglesias que siguen el calendario juliano, el 28 de octubre y el 10 de noviembre para el calendario gregoriano)
El 28 de agosto o el 10 de septiembre la iglesia celebra el aniversario del Descubrimiento de sus Reliquias. [1] En 1902, el Santo Sínodo decretó que en este día las santas reliquias de San Job fueran llevadas en procesión alrededor de la Catedral de la Dormición de la Laura de Pochaev después de la Divina Liturgia,y 10/23 de octubre (como uno de los siete santos conmemorados en la Sintaxis de los Santos de Volinia). [1]